# James Walter Wall

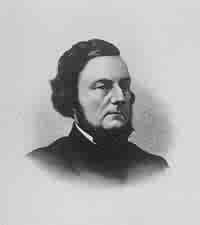
James Walter Wall

James Walter Wall (* 26. Mai 1820 in Trenton, New Jersey; † 9. Juni 1872 in Elizabeth, New Jersey) war ein US-amerikanischer Politiker. Im Jahr 1863 vertrat er den Bundesstaat New Jersey im US-Senat.

## Werdegang
James Wall war der Sohn von US-Senator Garret D. Wall (1783–1850). Er wurde in Flushing, einem Stadtteil von New York, privat unterrichtet. Im Jahr 1838 absolvierte er das College of New Jersey, die heutige Princeton University. Nach einem anschließenden Jurastudium und seiner 1841 erfolgten Zulassung als Rechtsanwalt begann er in Trenton in diesem Beruf zu arbeiten. Außerdem war er als Konkursverwalter tätig (Commissioner in Bankruptcy). Politisch schloss er sich der Demokratischen Partei an. Im Jahr 1847 zog er nach Burlington, wo er im Jahr 1850 zum Bürgermeister gewählt wurde. Im gleichen Jahr wurde er von seiner Partei für die Kongresswahlen aufgestellt. Allerdings nahm er diese Nominierung nicht an. 1854 kandidierte er dann doch, aber erfolglos für den Kongress.
Bei den Präsidentschaftswahlen des Jahres 1860 unterstützte Wall John C. Breckinridge. Nach Beginn des Bürgerkrieges wurde er im August 1861 in einen Vorfall mit der New York Daily News verwickelt, die als Friedensorgan von der Regierung unterdrückt wurde. Dabei wurde Wall für einige Zeit inhaftiert und erst nach einem Treueeid auf die Union wieder entlassen. Nach dem Tod von US-Senator John Renshaw Thomson wurde zunächst Richard Stockton Field zu dessen Nachfolger bestimmt. Die eigentliche Nachwahl gewann James Wall, der dann am 14. Januar 1863 sein Mandat antreten konnte. Da er aber bei den regulären Kongresswahlen des Jahres 1862 nicht wiedergewählt wurde, konnte er sein Amt nur bis zum 3. März 1863 ausüben. An diesem Tag schied er wieder aus dem Kongress aus.
Nach seiner kurzen Zeit im Kongress praktizierte er als Anwalt in Burlington. Außerdem befasste er sich mit literarischen Angelegenheiten. Seit 1869 lebte er in der Stadt Elizabeth, wo er am 9. Juni 1872 verstarb.